# 1536 Pielinen
Az 1536 Pielinen (ideiglenes jelöléssel 1939 SE) a Naprendszer kisbolygóövében található aszteroida. Yrjö Väisälä fedezte fel 1939. szeptember 18-án, Turkuban.